# Трећи је дошао сам
„Трећи је дошао сам” је југословенски ТВ филм из 1961. године. Режирао га је Марио Фанели а сценарио је написао Иво Штивичић.

## Улоге
| Глумац            | Улога |
| ----------------- | ----- |
| Марија Аљиновић   |       |
| Борис Бузанчић    |       |
| Мате Ерговић      |       |
| Јован Личина      |       |
| Младен Шермент    |       |
| Фабијан Шоваговић |       |
| Иван Шубић        |       |